# Rimalina
Rimalina es un género de foraminífero bentónico de la Subfamilia Glandulininae, de la Familia Glandulinidae, de la Superfamilia Polymorphinoidea, del Suborden Lagenina y del Orden Lagenida. Su especie-tipo es Rimalina pinatensis. Su rango cronoestratigráfico abarca el Campaniense superior (Cretácico superior).

## Discusión
Clasificaciones previas incluían Rimalina en la Superfamilia Nodosarioidea.

## Clasificación
Rimalina incluye a las siguientes especies:
- Rimalina longa †
- Rimalina pinatensis †